# Rashed Al Hooti
Rashed Al Hooti (Manáma, 1989. december 24. –) bahreini labdarúgó, az Al-Riffa hátvédje. A bahreini labdarúgó-válogatottal részt vett a 2011-es Ázsia-kupán, tagja a 2015-ös Ázsia-kupa keretének is. Ő tartja a leggyorsabb kiállítás rekordját válogatott meccsen. 2011. október 11-én az Irán elleni 2014-es labdarúgó-világbajnokság-selejtezőn mindössze 39 másodperc után kapott piros lapot.